# پوتالم
پوتالم (به لاتین: Puttalam Divisional Secretariat) یک منطقهٔ مسکونی در سری‌لانکا است که در ناحیه پوتالام واقع شده‌است.